# Ayele Abshero
Ayele Abshero (ur. 28 grudnia 1990 w Yeboba) – etiopski lekkoatleta, długodystansowiec.

## Osiągnięcia
- 4 medale mistrzostw świata w biegach przełajowych w kategorii juniorów :
  - Edynburg 2008 - srebrne medale indywidualnie oraz w drużynie
  - Amman 2009 - złoto indywidualnie i srebro drużynowo
- 4. miejsce na mistrzostwach Afryki juniorów (bieg na 5000 metrów, Bambous 2009)

W 2012 startował w maratonie podczas igrzysk olimpijskich w Londynie, lecz zszedł z trasy biegu przed dotarciem do mety i nie został sklasyfikowany.

## Rekordy życiowe
- bieg na 3000 metrów – 7:40,08 (2010)
- bieg na 5000 metrów – 13:11,01 (2011)
- bieg na 10 000 metrów – 27:48,84 (2011)
- bieg na 10 kilometrów – 27:56 (2012)
- bieg na 15 kilometrów – 42:02 (2010)
- półmaraton – 59:42 (2011)
- bieg maratoński – 2:04:23 (2012)